# Šmarje, Koper
Šmarje opisno: »Šmarje pri Kopru« (italijansko Monte di Capodistria), so naselje v Slovenski Istri, ki upravno spada pod Mestno občino Koper. 
Prebivalci se imenujejo Šmárci oz. Šmárke. Večina od delovno aktivnih je zaposlena v bližnjih obalnih mestih, ali pa se ukvarjajo s kmetijstvom.

## Opis
Šmarje so večja razpotegnjena vas dokaj urbanega značaja, južno od Kopra oz. nad njim. Naselje se nahaja na 280 m visokem slemenu Šavrinskega gričevja, ki se spušča od Poljan (406 m) na vzhodu proti Grintovcu (287 m) na zahodu, v smeri doline reke Dragonje. 
Šmarje so razpotegnjene, naselje sestavlja več neuradnih predelov: Sv. Križ, Gabrca, Lukuca, Tabor ali po domače Tabr, Dobrave, Vas (osrednji del), Kandelca, Zabreg in Na Studencu. S Šmarjami je sedaj že povsem spojeno naselje Srgaši.

## Etimologija
Ime Šmarje izvira iz poimenovanja lokalne župnijske marijine cerkve, ki so ga domačini (sami lastniki lokalnih toponimov), prenesli tudi na ime naselja, iz Št. Marija, Štmarja, v sedanjo obliko Šmarje. Veliko kasneje je v italijanski obliki imena naselja »Sveta Marija na hribu« opisni pridevnik sčasoma povsem prevladal.

## Nekdanja arhitektura in urbanizacija
V preteklosti so bile hiše v Šmarjah strnjeno pozidane, z ozkimi ulicami, kar je značilno tudi za druge istrske vasi. Neometane hiše, zidane z lokalnim kamnom, so v veliki meri zamenjale nove, ometane, zidane z opeko. Nekoč imele hiše, običajno podolgovate oblike, prizidan prostor za kuhinjo, nad katero se je dvigal dimnik. Osrednji del kuhinje je bilo ognjišče z napo. Istrske hiše so bile zidane v nadstropjih, z značilnimi zunanjimi stopnicami, ki so se zaključile s balkonom z nadstreškom (baladurjem). Okna so bila majhna in obrnjena proti jugu. Lesene naoknice (škure), so pozimi varovale pred burjo, poleti pa pred vročino. V nadaljevanju je bil v pritličju hlev za živino, v nadstopju pa senik. Hiše so bile pokrite s korci.
Pred približno 50-mi leti so Šmarje pričele dobivati modernejši, bolj urbanizirani videz, vendar se je občutek za ohranjanje tipičnih istrskih podeželskih vzorcev skoraj povsem izgubil. Tradicionalne istrske hiše, grajene iz klesancev peščenjaka, so se ohranile izraziteje v nekdanjem vaškem središču v okolici župnijske cerkve Marijinega brezmadežnega spočetja, ki še spominja na dolgo in bogato zgodovino, kot tudi kulturno dediščino tega prostora.

## Znamenitosti
Župnijska cerkev s poligonalnim prezbiterijem s kupolo in k cerkvi leta 1730 prizidani zvonik sta še danes najpomembnejša arhitekturna zanimivost Šmarij.
V letu 2000 je bila zvoniku nadzidana osmerokotna betonska konica, visoka 7,20 m, tako da sedaj zvonik meri 24,50 m. Na vrhu zvonika je še 1,60 m visoki bronasti kip nadangela Gabrijela, delo akademskega kiparja Mirsada Begića.
V župnijskem arhivu hranijo dragoceni misal, tiskan tako v glagolici, iz leta 1631. Kot tudi drugod po Istri so namreč tudi v Šmarjah, še vse do leta 1833, bogoslužje opravljali iz mašnih knjig, napisanih v tej pisavi.

## Zgodovina
Najstarejši podatki o zgodovini Šmarij, čeprav skopi, segajo v rimsko dobo, ko je bila tod blizu čez preval speljana cesta, ki je že tedaj povezovala Koper z notranjostjo Istre. Prednica sedanje župnijske cerkve, posvečene Brezmadežni Materi božji, je tu stala že pred 11. stoletjem, o čemer priča tranzena (kamnito okno) iz 9. stoletja, ki je sedaj vzidana v zvoniku.

### Srednji vek
Na rimsko nagrobno stelo z reliefnim okrasom in napisom iz prvega stoletja pred Kristusom, ki jo je dal izklesati osvobojenec Pubij Sardij Prudens, vzidano na južnem pročelju cerkve, so v trinajstem stoletju dodali napis o posvetitvi obnovljene cerkve z letnico 1222 in omembo koprskega škofa Absalona.
V zgodovinskih virih se leta 1152 omenja tamkajšnji benediktinski samostan, za katerega pa se domneva, da je bil verjetno le priorat oz. pristava ene od italijanskih opatij, ter je verjetno zaradi epidemij ter vojnih pustošenj kmalu zamrl.
8. avgusta 1152 je namreč tržaški škof Bernard (Wernardo), kot apostolski administrator koprske škofije, z odobritvijo oglejskega patriarha Pelegrina beneškemu samostanu sv. Jurija (Monastero di San Giorgio di Venezia) podaril pravice od hiš, cerkve, vasi in ozemlja Šmarij, čemur se je tedanji koprski stolni kapitelj odločno uprl. Spor, ki se je v naslednjih stoletjih še zaostril, je bil dokončno rešen šele v 14. stoletju, ko je samostan od svojih pravic nad Šmarjami odstopil.
Šmarje, v zgodovinskih virih tudi z imenom Monte di Capodistria, je bilo v srednjem veku obzidano utrjeno naselje z obrambnim stolpom, za katerega se navaja, da so ga leta 1559 obnovili oziroma utrdili, predvsem zaradi nevarnosti turških vpadov. Stolp je varoval strateško pomembno dolino ob cesti, ki je Koper povezovala z Istro. Šmarski stolp omenja tudi koprski škof Pavel Naldini, v svojem delu Cerkveni krajepis ali opis mesta in škofije Justinopolis, ljudsko Koper.
Pomembnega križišča cest v bližnjih Srgaših (nar. Kužera) se je oprijelo ime »Crosera oz. Crocera di Montetoso«.

### Novi vek
Šmarje z okolico so bile od 15. stoletja dalje v lasti raznih koprskih plemiških družin, v 17. stoletju pa so postale škofijska posest. 
V vizitacijskem poročilu koprskega škofa Francesca Zena so bile v Šmarjah leta 1664 poleg sedanje župnijske cerkve še cerkvica oz. pokopališka kapela sv. Antona puščavnika (iz 1488), cerkev st. Nazarija, ter cerkvi sv. Blaža (iz 1349) in sv. Križa, ob cesti proti Pomjanu, zadnjih treh danes ni več. 
Župnijska cerkev je bila prenovljena leta 1730, v času županovanja Antona Rojca, (o tem priča napisna plošča nad obokom, ki povezuje cerkev z zvonikom), verjetno tudi s pomočjo bogate družine Srgaš, po kateri se imenujejo Srgaši.

### Avstrijsko cesarstvo in Avstro-Ogrska
Leta 1852 so Šmarje postale sedež ene od novih občin koprskega okrožja, v katerega sta spadali tudi vasi Gažon in Srgaši ter zaselek Kaverljak. Leta 1861 so v vasi odprli ljudsko osnovno šolo (tudi nedeljsko), med prvimi v Istri, o kateri priča tudi najstarejša ohranjena šolska listina iz 1868.
Leta 1883 so v vasi ustanovili prvo slovensko čitalnico in Kulturno prosvetno društvo Branik.

### Kraljevina Italija
Po prvi svetovni vojni so po razpadu Avstro-Ogrske monarhije zagospodarili Italijani, kar je bilo dokončno potrjeno z Rapalsko mirovno pogodbo iz 1920.
Lokalna slovenska prosvetna in kulturna društva je fašistična oblast prepovedala in razpustila leta že leta 1918, leta 1933 pa je bilo prepovedano tudi slovensko petje v cerkvi.

### Druga svetovna vojna
Leta 1941 se je začela druga svetovna vojna, vendar so njene posledice v Šmarjah občutili šele po kapitulaciji mussolinijeve Italije, septembra 1943, ter po formiranju okupacijske cone Jadransko primorje, s strani wermachta. Šmarje so bile 3. oktobra 1934 delno in 21. junija 1944 še drugič požgane. V spomin na žrtve narodnoosvobodilnega boja so domačini leta 1969 padlim postavili spomenik, delo akademskega kiparja Jožeta Pohlena.

### Povojno obdobje
V obdobju po ukinitvi Svobodnega tržaškega ozemlja in pripojitvi t.i. cone B k Jugoslaviji,  je v Šmarjah v leta 1948 zgrajenem Zadružnem domu deloval najprej krajevni urad in kasneje sedež občine, sedaj je v njem sedež krajevne skupnosti. V Dom krajanov preimenovani zgradbi v središču naselja je danes zdravniška ambulanta, gostilna, trgovina kmetijske zadruge in poštni urad, večnamenska dvorana pa čaka na obsežno prenovo. Notranja prenova župnijske cerkve se omenja leta 1961.

## Gospodarstvo
Kot v vseh slovenskih istrskih vaseh je bilo v preteklosti tudi v Šmarjah kmetijstvo poglavitna gospodarska panoga, s katero se je ukvarjala večina prebivalstva. Iz popisa kmetijskih površin leta 1846 je razvidno, da so največji del le-teh nekdaj zavzemali gozdovi, ki so tedaj prekrivali večji del Šavrinskega gričevja.
Posebnost obdelovalnih površin v Istri so zagotovo terase na pobočjih, katerih suhozidno gradnjo je zaradi lažjega obdelovanja prednikom narekovalo podnebje, zaradi močnih nenadnih nalivov, ki so odnašali rodovitno prst. Terase, zgrajene zlasti na južnih pobočjih, so bile pomembne tudi zaradi zbiranja deževnice in blažitev posledic suše, ki se je pojavljala v času rasti posevkov. V obdobju po drugi svetovni vojni so številne terase prepustili zaraščanju in propadanju zaradi nevzdrževanja, danes pa jih ponekod spet obnavljajo, zlasti zaradi ureditve oljčnikov.
V Istri je bila vinska trta poznana že v času Rimljanov. Tudi za območje Šmarij je vinogradništvo že od daljne preteklosti predstavljalo pomembno kmetijsko panogo, skupaj z oljkarstvom, saj je klima zelo ugodna. Skoraj v celoti je vinograde v obdobju od 1880 do 1900 uničila trtna uš. Še v času Avstro-Ogrske je bilo v vasi in okolici razvito gojenje murv oziroma sviloprejk.
V sedemdesetih preteklega stoletja je v Šmarjah delovala Tovarna kovinske galanterije, ki je tedaj zaposlovala 230 domačinov. 
Pomembno vlogo imajo sedaj zasebni vinarji: Vinales, Simeon ter Glavina (Santomas), slednji ima poleg skoraj 24 hektarjev vinogradov in 5 hektarjev oljčnih nasadov tudi izjemno vinsko klet ter lastno oljarno oz. torkljo.

## Prometne povezave
Preko Šmarij oz. prevala pri Srgaših (na »Croseri« oz. šmarskem križišču) danes poteka glavna cesta G1-11 Šmarje–Dragonja, ki je meddržavnega pomena (trasa bodočega odseka hitre ceste H5 Koper – Šmarje – Dragonja) do nekdanjega mejnega prehoda s Hrvaško pri Dragonji oz. proti hrvaški Istri.

## Šport, turizem, kultura
V Šmarjah deluje tudi nogometni klub z imenom NK Branik Šmarje, ki so ga domačini ustanovili leta 1951.
Turistično društvo Šmarje je izjemno aktivno tudi po šestdesetih letih delovanja. Kulturno društvo France Bevk Šmarje je bilo ustanovljeno leta 1974 in poleg zborovskega petja (moški zbor), ohranja šavrinsko pesem in glasbo ter istrske narodne noše. V Šmarjah od leta 1997 izhaja krajevno glasilo z naslovom »Murva«.